# Zachary Sanders
Zachary "Zach" Sanders (ur. 27 kwietnia 1988) – amerykański zapaśnik w stylu wolnym. Złoty medalista mistrzostw panamerykańskich w 2014 i srebrny w 2015. Trzeci w Pucharze Świata w 2019 i trzynasty w 2013. Srebro na akademickich MŚ w 2012 roku.
Zawodnik Wabasha-Kellogg High School z Wabasha i University of Minnesota. Cztery razy All-American (2009 – 2012), trzeci w NCAA Division I w 2012; piąty w 2010 i 2011; szósty w 2009 roku.